# Univers d'Alien
Pour les articles homonymes, voir Alien.
 (janvier 2014).
Si vous disposez d'ouvrages ou d'articles de référence ou si vous connaissez des sites web de qualité traitant du thème abordé ici, merci de compléter l'article en donnant les références utiles à sa vérifiabilité et en les liant à la section « Notes et références ».
L’univers d’Alien est un univers de fiction issu de la rencontre, dans un futur lointain, entre l'équipage d'un vaisseau spatial commercial et une créature extraterrestre appelée Xénomorphe, ou de façon générique, la bête ou « l'Alien ». C'est la source de plusieurs films, romans, jeux vidéo et bandes dessinées.
Il est fondé sur le postulat que les humains ont commencé à coloniser la galaxie au milieu du XXIe siècle, à la suite de l'invention de plusieurs technologies (les androïdes, les capsules de stase et le dépassement de la vitesse de la lumière).

## Œuvres principales
| Ordre, dates dans la saga | Ordre, dates dans la saga | Titre                          | Publication Sortie | Notes                                                               |
| ------------------------- | ------------------------- | ------------------------------ | ------------------ | ------------------------------------------------------------------- |
| 1                         | 2023                      | TED 2023                       | 2012               | Court métrage inclus en bonus dans le blu-ray de Prometheus         |
| 1                         | 2089-2093                 | Prometheus                     | 2012               | Long métrage de Ridley Scott, premier préquelle de la saga          |
| 2                         | 2104                      | Alien: Covenant                | 2017               | Long métrage de Ridley Scott, second film préquelle de la saga      |
| 3                         | 2120                      | Alien: Earth                   | 2025               | Série télévisée de Noah Hawley                                      |
| 4                         | 2122                      | Alien, le huitième passager    | 1979               | Long métrage de Ridley Scott première œuvre de la saga              |
| 5                         | 2137                      | Alien: Isolation               | 2014               | Jeu vidéo                                                           |
| 6                         | 2137                      | Alien: Blackout                | 2019               | Jeu mobile                                                          |
| 7                         | 2142                      | Alien: Romulus                 | 2024               | Long métrage de Fede Álvarez                                        |
| 8                         | 2159                      | Alien : Hors des ombres        | 2014               | Roman écrit par Tim Lebbon                                          |
| 9                         | 2179                      | Alien, le Fleuve de la douleur | 2014               | Roman écrit Christopher Golden                                      |
| 10                        | 2179                      | Aliens, le retour              | 1986               | Long métrage de James Cameron, suite de Alien, le huitième passager |
| 11                        | 2179                      | Alien 3                        | 1992               | Long métrage de David Fincher                                       |
| 12                        | 2179                      | Aliens: Colonial Marines       | 2013               | Jeu vidéo                                                           |
| 13                        | 2379                      | Alien, la résurrection         | 1997               | Long métrage de Jean-Pierre Jeunet                                  |
| 14                        | Après 2380                | Alien, la Mer des chagrins     | 2014               | Roman écrit par James A. Moore                                      |

## Chronologie

### 2023
Dans The Peter Weyland Files: TED Conference, 2023, Peter Weyland (Guy Pearce) participe à une conférence TED pour expliquer les futurs projets de sa société, Weyland Corporation.

### 2089-2093
Les années 2089-2093 appartiennent au film Prometheus.
En 2089, l'archéologue Elizabeth Shaw et son compagnon Charlie Holloway découvrent, sur l'île de Skye en Écosse, une peinture préhistorique figurant un humanoïde désignant six étoiles, peinture quasi identique à des représentations picturales découvertes chez d'autres civilisations datant d'autres époques.
Entre 2091 et 2093, une expédition scientifique est organisée par la société Weyland, qui envoie dix-sept membres à bord du vaisseau Prometheus, jusqu'à une planète lointaine appelée LV-223, censée être l'endroit indiqué sur les images. Le voyage dure deux ans pendant lesquels l'androïde David surveille le vaisseau alors que l'équipage est en biostase. Charlie Holloway est infecté par une mystérieuse substance noire. Après avoir couché avec lui, sa compagne Elizabeth Shaw découvre qu'elle est « enceinte » d'un alien. Elle parvient à l'extraire et sera la seule survivante de la mission, avec l'androïde David très mal en point. Le 1er janvier 2094, ils s'enfuient de la planète à bord d'un vaisseau appartenant aux Ingénieurs et décident de se rendre sur la planète de ces mêmes Ingénieurs.

### 2104
2104 appartient au film Alien: Covenant. L'USCSS Covenant est un vaisseau spatial de la société Weyland-Yutani, avec à son bord un équipage d'une quinzaine de membres et plus de 2 000 colons en hibernation et 1 000 embryons humains. Le vaisseau vole vers Origae-6, une planète habitable, pour y implanter une colonie.
Dans le premier prologue Last Supper, on découvre l'équipage du Covenant dont le capitaine Jacob Branson lors du dernier repas avant leur départ. À bord du Covenant, l’androïde Walter ausculte Daniels (Katherine Waterston). Dans le deuxième prologue The Crossing, la Dre Elizabeth Shaw répare l'androïde David à bord du vaisseau des Ingénieurs (le Promotheus). Alors que Shaw est en hibernation, David fait atterrir le vaisseau sur la planète des Ingénieurs.
En chemin vers Origae, l'équipage du Covenant s'arrête sur une planète mystérieuse qui semble propice à la colonisation. Ils y retrouvent l'androïde David, seul survivant de l'équipage du Prometheus, et y découvrent le corps d'Elizabeth Shaw.

### 2120
2120 appartient à la série télévisée Alien: Earth.

### 2122
L'année 2122 appartient au film Alien, le huitième passager. Le cargo interstellaire Nostromo retourne vers la Terre. L'ordinateur de bord — appelé « Maman » — interrompt le trajet et réveille les sept membres de l'équipage maintenus en biostase, le capitaine Dallas, son second Kane, le lieutenant Ellen Ripley, la navigatrice J. M. Lambert, l'officier scientifique Ash, l'ingénieur J. T. Parker et le technicien S. E. Brett. Ils apprennent qu'un signal radio d'origine inconnue a été capté à mi-chemin, émis depuis un planétoïde du système binaire Zeta Reticuli. Leurs contrats stipulant qu'ils sont tenus d'enquêter sur toute possibilité de vie extraterrestre, ils décrochent la remorque du vaisseau et se rendent sur la petite planète LV-426. Kane est victime d'un parasite sorti d'un œuf qui se fixe à son visage. Il meurt quelques heures plus tard en libérant un xénomorphe qui décime quasiment tout l'équipage. Ripley  parvient à s'en sortir qu'après avoir enclenché l'autodestruction du vaisseau et éjecté la créature dans l'espace. Elle finit en biostase avec son chat, à la dérive dans le vide spatial.

### 2137
L'année 2137 appartient au jeu vidéo Alien: Isolation (sorti en 2014). Amanda Ripley, fille d’Ellen Ripley, est approchée par Christopher Samuels, un androïde de Weyland-Yutani, qui l’informe de la récente localisation de la boîte noire du Nostromo. La boîte noire, localisée par le vaisseau Anesidora, se trouve à bord de la station Sébastopol, un lointain port spatial appartenant à Seegson Corporation en orbite autour de la géante gazeuse KG348. Samuels offre à Amanda une place dans l’équipe de la Weyland-Yutani envoyée pour récupérer la boîte noire, afin qu’elle puisse tourner la page concernant le sort de sa mère disparue. Ripley, Samuels et Nina Taylor, l’employée du service juridique de la Weyland-Yutani, partent pour Sébastopol à bord du vaisseau Torrens appartenant au capitaine Diane Verlaine. Le groupe arrive à Sébastopol et trouve la station endommagée et ses communications non opérationnelles. Ripley, Samuels et Taylor tentent une sortie dans l’espace pour enquêter mais leur câble est coupé par les débris d’une explosion et Ripley est séparée du groupe et forcée d’entrer seule dans la station. En plus des groupes d'humains armés et d'androïdes devenus fous, elle découvre qu'un xénomorphe a décimé la population et construit un nid. Pour le vaincre, Ripley désorbite la station qui explose dans l'atmosphère de KG348. Amanda finit à la dérive, inconsciente dans sa combinaison spatiale, soudainement réveillée par un projecteur qui éclaire son visage.

### 2142
L'année 2142 appartient au film Alien: Romulus (sorti en 2024). Quelques années après les événements sur le vaisseau Nostromo, un groupe de jeunes colons de l'espace se retrouve face-à-face avec la forme de vie la plus terrifiante de l'univers alors qu'ils fouillent les profondeurs d'une station spatiale abandonnée : la station Romulus ayant servi à des expériences scientifiques [réf. nécessaire]dont le but est inconnu....

### 2179
L'année 2179 appartient aux films Aliens, le retour et Alien 3, ainsi qu'au jeu vidéo Aliens: Colonial Marines.

#### Aliens, le retour
Toujours en biostase, la navette de Ripley a dérivé durant 57 ans avant d'être retrouvée. Ripley est rapatriée sur la station orbitale Gateway. Rendue fautive de la destruction du Nostromo, Ripley est contrainte par la compagnie à une nouvelle mission pour retrouver sa licence. À bord de l'USS Sulaco, elle se rend alors comme conseillère sur la planète LV-426 avec des marines armés jusqu'aux dents. Elle y fera notamment la connaissance de Newt, une jeune orpheline, et du caporal Dwayne Hicks. Ils seront les seuls survivants du nouveau massacre perpétré par les aliens. Ils fuient dans une navette, où ils se mettent en biostase.

#### Alien 3
Une capsule de secours du Sulaco connait une avarie et s'écrase sur Fiorina-16, une ancienne planète-prison de la compagnie Weyland-Yutani. Durant le crash, Hicks et Newt sont tués dans leur sommeil. Ripley, seule survivante, doit alors coexister avec les repris de justice masculins qui peuplent les lieux. La compagnie donne l'ordre au dirigeant des lieux, Harold Andrews, de protéger Ripley jusqu'à l'arrivée d'une navette de secours. Après avoir affronté l'alien, Ripley comprend qu'elle a un alien dans son corps et qu'il s'agit d'une reine. Alors que des employés de la compagnie arrivent sur Fiorina-16, elle se suicide en se jetant dans du métal en fusion, pour empêcher la compagnie d'utiliser l'alien qu'elle allait « mettre au monde ».

#### Aliens: Colonial Marines
Dix-sept semaines après le SOS lancé par Hicks sur le vaisseau Sulaco, des Marines coloniaux sont envoyés à bord dudit vaisseau avec l'espoir d'endiguer une infection xénomorphe sur la colonie LV-426. Aucun contact n'a pu être établi avec le Sulaco et son équipage depuis des semaines. Cette fois, l'USMC déploya un bataillon entier avec une gamme de bombes nucléaires de surface pour en finir une fois pour toutes avec les xénomorphes. Le joueur incarne l'un des marines de cette équipe de secours…

### 2379
L'année 2379 appartient au film Alien, la résurrection. 200 ans après son suicide, des scientifiques parviennent après plusieurs tentatives à cloner Ripley d'après un échantillon de sang collecté sur Fiorina-16. Ils en extraient une Reine alien. Pour l'intérêt scientifique, le 8e clone d'Ellen Ripley est conservé et peu à peu éduqué, sur le vaisseau Auriga. Les scientifiques perdent le contrôle des aliens qui massacrent la majeure partie de l'équipage. Ripley parvient cependant à regagner la Terre, avec l'androïde Call et les mercenaires Vriess et Johner.

## Planètes

### LV-426 (Acheron)
Dans le film Alien, le huitième passager, LV-426 (rebaptisée Acheron) est la planète où l'équipage du Nostromo découvre le vaisseau d'une espèce inconnue et où l'un des membres est infecté. À cette époque, c'est une planète non explorée, et donc non colonisée du système double de Zeta Reticuli. 57 ans plus tard, dans Aliens, le retour, Ripley apprend que cette planète a été colonisée par les humains depuis une vingtaine d'années. Lorsque la planète LV-426 a été colonisée, elle a été rebaptisée Acheron. Les colons ne donnant plus de nouvelles, Ripley, malgré son désir de ne plus retourner sur cette planète, accepte quand même d'accompagner une équipe de marines se rendant sur LV-426-Acheron. La colonie est finalement ravagée par l'explosion du processeur atmosphérique.

### Satellite LV-223
C'est la lune où se déroule l'action du film Prometheus. Il est dit dans le film que ce pourrait-être une base militaire des « Ingénieurs » afin de faire des essais d'armes biologiques, sans qu'une réponse claire soit apportée. Les « Ingénieurs » y ont lancé un programme de terraformation ce qui, au moins à une époque, a dû rendre l'atmosphère respirable. La planète semble abandonnée lorsque l'équipage du Prometheus débarque à sa surface. La découverte de corps entassés, et pour certains mutilés à l'intérieur de la base, indique qu'à une époque estimée à 2 000 ans avant les évènements du film, un incident inconnu a provoqué la fuite des « Ingénieurs » et la mort d'un certain nombre d'entre eux. En référence à LV-426, la planète présente dans les deux premiers films de la série, elle fut nommée LV-223, 200 étant la moitié de 400 et 3 étant la moitié de 6.

### Fiorina-16
Dans le film Alien 3, Fiorina est une petite planète orbitant à l'intérieur d'un système d'étoiles binaires dans le secteur des Néroïdes. Si sa situation orbitale est compatible avec la vie, la planète reste néanmoins extrêmement inhospitalière, balayée par des vents puissants, et est par conséquent devenue une planète-prison où le centre pénitentiaire de Classe C Fury-161 a été construit.
Le décor de la planète Fiorina et de son centre pénitentiaire Fury-161 a été reconstitué dans sept plateaux des Pinewood Studios à Londres, dont le 007, l'un des plus grands plateaux de cinéma au monde, qui a accueilli les scènes dans la fonderie de plomb et le fourneau.
Pour certaines scènes d'extérieur, les prises de vue ont été tournées à la centrale thermique de Blyth dans le Northumberland.

### Origae-6
Dans le film Alien: Covenant, Origae-6 est une planète habitable vers laquelle fait route le vaisseau Covenant pour y implanter une colonie terrienne d'êtres humains. Elle a été localisée depuis la Terre après des années de recherche comme un monde pouvant abriter la vie terrestre.

### Planète 4
C'est la planète où se déroule l'action du film Alien: Covenant. Son nom n'est pas donné dans le film. Elle est nommée Planète 4 (nom officieux : Paradise) dans la bande-son du film car elle serait la quatrième planète de son système solaire ou parfois Paradise qui est le nom non officiel donné dans le premier titre du projet de film non tourné, Paradise. C'est une planète où vivaient les Ingénieurs vus dans Prometheus et sur laquelle David et Elizabeth Shaw sont allés après avoir quitté LV-223 à l'aide d'un vaisseau des Ingénieurs. C'est au cours du voyage que Shaw a réparé David alors qu'ils étaient en route vers la planète d'origine des Ingénieurs. David a ensuite utilisé la substance noire trouvée sur LV-223 pour massacrer la population de la ville principale et de toute la planète, puis il s'est établi dans la ville pour y développer ses expériences. Cette planète ne serait cependant pas la planète d'origine des Ingénieurs qui pourrait être vue dans un futur film.

## Espèces et créatures

### Androïdes
Les Androïdes sont majoritairement fabriqués et distribués par la compagnie Weyland-Yutani. Il existe de nombreux modèles d'androïdes. Parfois amis, parfois ennemis, les androïdes jouent un rôle important dans Alien, étant donné que ce sont les seuls que les Aliens ne peuvent cibler pour pondre leurs œufs. Puisqu'ils ne dégagent aucune chaleur, odeur, phéromones ou bruit de respiration, les Aliens ont des difficultés à les localiser. Des modèles militaires existent aussi dans les colonies pour protéger les installations scientifiques et militaires. Ils sont alors dotés d'une résistance à toute épreuve.
L'exemplaire le plus connu est certainement « Bishop », un androïde intelligent joué par Lance Henriksen dans le second opus de la saga Aliens, le retour sorti en 1986. L'apparence de ce modèle est calquée sur celle de Charles Bishop Weyland, fondateur de Weyland Industries.
Les androïdes sont souvent là en tant qu'auxiliaires sur les vaisseaux. Ils ont une plus grande résistance que les humains. Leur liquide vital, semblable à du sang, est de couleur blanche. Au XXIVe siècle fut inventée une espèce d'androïde imitant l'être humain à la perfection, construite par les androïdes eux-mêmes : les Autons (pour « autonomous », « autonome »), à l'intelligence très développée. À la suite d'une révolte, la majorité des Autons fut néanmoins exterminée, et les survivants se cachent à présent. Le personnage d'Annalee Call dans Alien, la résurrection est une Auton.
Dans le film Prometheus, se déroulant 30 ans avant Alien, un androïde nommé David accompagne l'équipage sur la planète LV-223. Il sera responsable de la décimation de l'équipage après avoir volontairement contaminé un des membres avec le pathogène extraterrestre qui donnera un jour naissance au premier xénomorphe.
10 ans plus tard, dans Alien: Covenant, l'équipage du Covenant est accompagné de Walter, un androïde dérivé du modèle de David mais plus performant.

### Humains et compagnie Weyland-Yutani

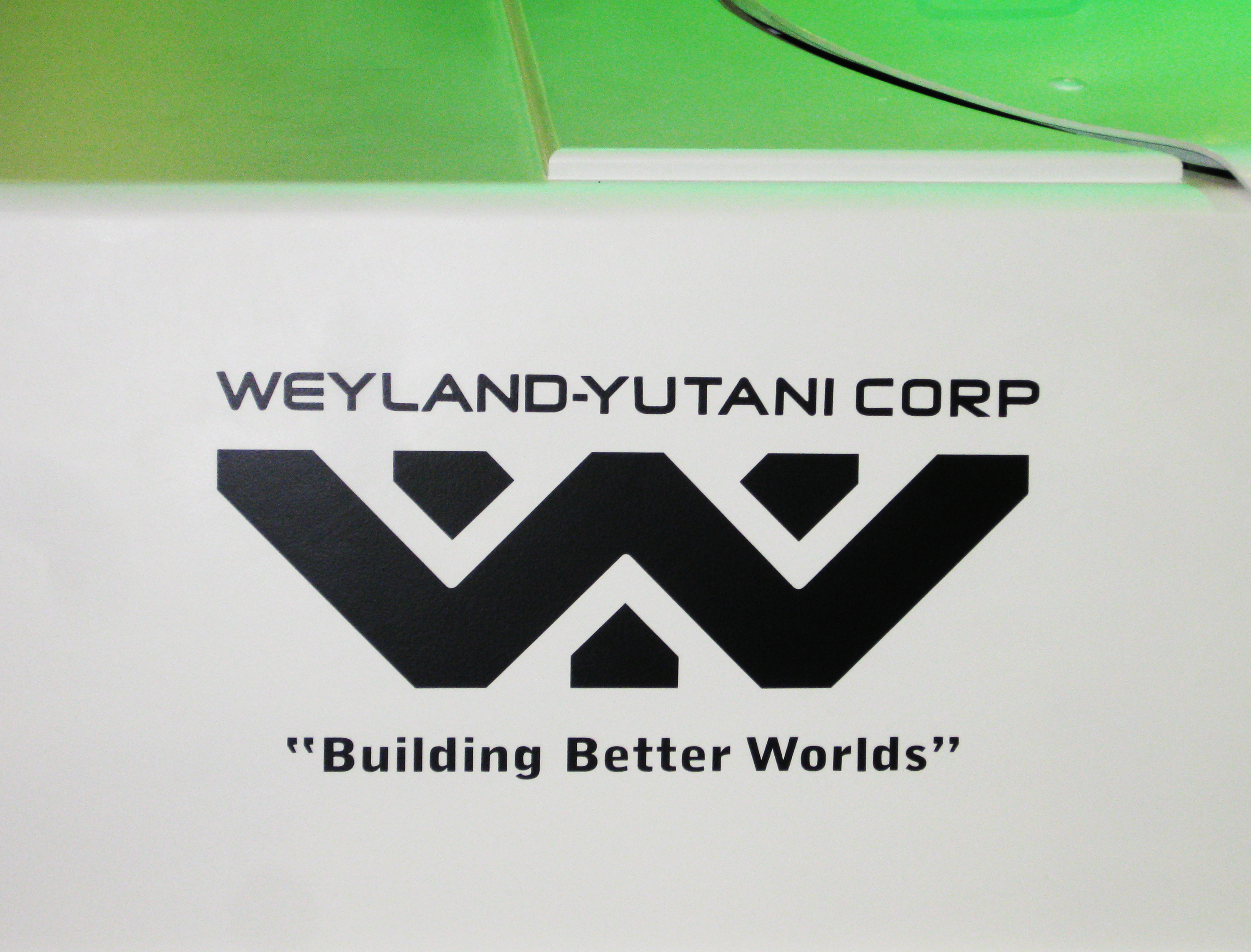
Logo de Weyland-Yutani Corporation.

Les humains de l'univers d'Alien possèdent une technologie plus avancée que celle de notre époque. Ces technologies, développées par la compagnie Weyland (qui deviendra en 2091, la Weyland-Yutani) incluent le développement d'Androïdes (qui vont permettre de gérer les vaisseaux pendant le sommeil des passagers), le développement de capsules de stase (pour permettre aux passagers de dormir pendant le voyage) et la conception de solutions permettant de voyager plus vite que la lumière. Nombre de leurs voyages doivent donc se faire avec une mise en hibernation de l'équipage. Les armes dont ils disposent sont de même plus avancées que la technologie actuelle mais n'en diffèrent que peu concernant leur principe d'action fondamental. Les humains, par l'intermédiaire de la compagnie Weyland-Yutani, ont établi de nombreuses colonies un peu partout dans la galaxie. Il s'agit souvent de colonies minières, de pénitenciers ou d'installations scientifiques.
Nommée Weyland-Yutani ou Weyland Corp, la « Compagnie » est un conglomérat dont l'influence s'étend sur la plupart des colonies humaines de la galaxie. Elle apparaît sous son nom complet Weyland-Yutani et le nom Weyland Industries dans le film Aliens vs Predator et le nom Weyland Corp dans Prometheus. Les noms des deux compagnies (Weyland et Yutani, à ce moment encore distinctes) se retrouvent dans les films Alien vs. Predator et Aliens vs. Predator: Requiem, où dans le premier une expédition en Antarctique est organisée par la « Weyland » et dans le deuxième (Aliens vs. Predator: Requiem) à la fin lorsque la technologie Predator est apportée à une femme s'appelant Yutani.
La Weyland-Yutani a de nombreuses ramifications et est impliquée dans la colonisation de planètes. Après avoir découvert l'existence des xénomorphes, elle cherche à s'emparer de ces spécimens pour en faire des armes biologiques. Son slogan est « Building Better Worlds » (« Bâtir des mondes meilleurs »). Le nom « Weyland-Yutani » est une invention de Ron Cobb, l'un des designers de la série de films Alien. La première partie est inspirée du nom du constructeur automobile britannique British Leyland (ancien nom de Rover) en changeant une lettre. L'adjonction d'un nom japonais avait pour but de suggérer l'idée que l'immense conglomérat résultait de la fusion d'une entreprise britannique et d'un fabricant japonais. Dans l'impossibilité d'utiliser le nom de Toyota, Cobb utilisa « Yutani », le nom d'un de ses voisins. Elle est issue de la fusion de deux grandes sociétés du XXIe siècle : Weyland Industries, une société britannique créée par Charles Bishop Weyland, et Yutani Corporation, une société japonaise concurrente créée par madame Yutani. Après avoir découvert l’existence des xénomorphes, elle cherche à s’emparer de ces spécimens pour en faire des armes biologiques.
Elle est un des plus grands conglomérats du fait de ses nombreuses ramifications : laboratoires, industrie, terraformation, colonisation de planètes (dont Fiorina-16 et son pénitencier), prospection, raffinage de minerais et transport de fret interplanétaire. Elle est aussi en cheville avec l’armée pour des contrats liés à la défense. Elle est toujours décrite comme présentant les pires aspects des entreprises capitalistes, en particulier des complexes militaro-industriels, prêtes à sacrifier la vie humaine sur l’autel du profit.
La direction de la compagnie est assurée par :
- 1973–2004 : Charles Bishop Weyland (il est interprété par Lance Henriksen dans le film Alien vs. Predator et a son visage dans le jeu vidéo Alien vs. Predator) ;
- 2012–2093 : Peter Weyland appelé simplement « Weyland » (interprété par Guy Pearce dans les films Prometheus et Alien: Covenant).
La fille de Peter Weyland, Meredith Vickers, apparaît dans le film Prometheus ;
- 2179 : Michael Weyland, surnommé également Bishop II, apparaît dans le film Alien 3.
La présidente de Yutani Corporation, Miss Yutani, apparaît dans le film Aliens vs. Predator: Requiem (interprétée par Françoise Yip).

### Space Jockeys et liquide noir
« Space Jockey », également « Mala'kak », « Pilote » ou « Ingénieur », sont les noms donnés aux créatures intelligentes extra-terrestres, rencontrées sur LV-426 et sur la Planète 4. Ce sont des humanoïdes de grande taille dont les Aliens avaient infesté le vaisseau. Ils apparaissent dans trois films : le film original Alien, le huitième passager (1979), dans Prometheus (2012), et dans Alien: Covenant (2017), mais également dans plusieurs jeux vidéo, romans et comics. Dans la version initiale (film Alien, le huitième passager), le Space Jockey a émis un signal de détresse ou plus précisément d’avertissement. Il est découvert en l'an 2122 sur la planète LV-426 par l’équipage du Nostromo, alors en état de biostase sur le trajet de retour vers la Terre après avoir effectué leur récolte de raffinerie depuis les différentes colonies. Il est de forme humanoïde et trois à quatre fois plus grand qu'un humain. Son squelette semble avoir fossilisé sur le siège biomécanique d'un vaisseau spatial après qu'un organisme étranger a fait exploser sa cage thoracique et pondu une série d’œufs dans la partie inférieure de l'épave du vaisseau. Il est doté d'une sorte de tuyau respiratoire reliant le nez au bassin.
Dans la version du film Prometheus (qui se déroule avant le film Alien, le huitième passager), les Space Jockeys sont découverts en l'an 2093 par l’équipage du Prometheus, d’après des recherches archéologiques terrestres sur l'un des satellites nommé LV-223 de la planète LV-426. Il est dit que les « Ingénieurs » sont à l'origine de la création de l'humanité et que les événements du film ont conduit à la création d'Aliens. Créatures anthropomorphes, les Space Jockeys possèdent une combinaison biomécanique. De nombreuses ruines de leur civilisation parsèment plusieurs mondes de la Galaxie et les humains y ont construit des installations d'études pour en comprendre les mystères. L'architecture de leurs ruines et vaisseaux est de type biomécanique avec une utilisation des fluides et du son. L'intérieur du Derelict (le vaisseau naufragé sur LV-426) semble même organique. Le jeu Aliens versus Predator 2 implique un laboratoire expérimental construit sur les artefacts de différentes espèces et de leur technologie. À la fin de la campagne des Marines, le joueur se bat contre une reine Alien dans une grande salle avec un Space Jockey au centre.
Le liquide noir (connu sous la terminologie Chemical ou Agent A0-3959X.91 – 15) est une substance qui apparaît pour la première fois dans le film Prometheus. Elle est présente dans les « urnes » du Derelict, vaisseau spatial biomécanique extraterrestre se trouvant sur l'un des satellites (LV-223) de la planète LV-426 du système stellaire binaire de la constellation du Réticule ; Zeta2 Reticuli. Il s'agit d'une arme biologique fabriquée par les Space Jockeys (aussi appelés « Ingénieurs »). Sa particularité est une permutation évolutive en fonction de l'organisme biologique qu'elle rencontre, avec une composition interne du liquide (génomique structurale) prédéfinie, qui vont caractériser son ADN. Par conséquent, le liquide aura pour propriété de modifier la structure moléculaire d'une forme de vie lui étant en contact, de telle sorte que celle-ci en devienne une nouvelle. L'agent A0-3959X.91 – 15 va ainsi redéfinir une forme de vie existante pour en créer une autre dont la fonction sera de détruire toute autre forme de vie. Cette arme, due à sa forme initialement liquide, est particulièrement intrusive et volatile et permet une destruction massive avec une grande efficacité.

### Hammerpedes
Le Hammerpede (mot-valise composé de « hammer » (« marteau » en anglais) et « pedem » (« pied » en latin) qu'on pourrait traduire par « pied-marteau ») est une créature serpentiforme apparaissant uniquement dans le film Prometheus. Il semble issu de la mutation d'un lombric exposé au liquide noir présent dans les urnes du temple des Ingénieurs. Il est d'un naturel assez craintif et agressif : il recule quand Milburn s'en approche mais le mord alors qu'il veut juste le toucher. Sa tête est ronde mais s'ouvre lorsqu'une autre créature approche, prenant alors une forme semblable à celle d'un marteau. La bouche est verticale et n'apparaît réellement ouverte que dans les illustrations de la production, où l'on voit qu'elle a la forme d'un losange et qu'elle est ornée de crocs à chaque coin. De couleur blanche et d'environ un mètre de longueur, il semble également posséder une force assez colossale : après avoir mordu Milburn, il s'enroule autour de son bras et le lui brise lorsqu'on tente de le retirer. Il est doué du pouvoir de régénération : Fifield lui coupe la tête mais cette dernière repousse. Son sang est acide comme celui du Xénomorphe. Il semble se nourrir des organes internes de sa victime : lorsqu'il parvient à rentrer dans la combinaison de Milburn, il s'engouffre dans sa bouche, tuant ce dernier et y restera jusqu'au lendemain. Il s'enfuira devant tout l'équipage du Prometheus lors de la découverte du cadavre de Milburn et n'apparaîtra plus de tout le film. On peut en voir deux, l'un d'entre eux s'enfuira dès qu'il verra Milburn et Fifield.

### Xénomorphes (ou Aliens)
L'espèce extraterrestre fondatrice du monde fictif est qualifiée de « xénomorphe » après le deuxième film où le terme est utilisé par le Lieutenant Gorman pour désigner une forme de vie extraterrestre. Dans le premier film, les personnages désignent la créature comme « l'Alien » ou « la créature », « la bête » ou « le serpent », dans le troisième film, un personnage le qualifie de « dragon ».

#### Caractéristiques et reproduction
L'organisation de leur société fait quelque peu penser à certains insectes comme les fourmis : les caractères physiques des individus déterminent en effet leur fonction au sein de la ruche, ou inversement. Il existe ainsi deux castes d'Aliens : les reines et les « drones ». Les Aliens émettent des grognements, mais on suppose qu'ils communiquent davantage par télépathie.
Le cycle de vie est assez particulier chez ces êtres (attention, à signaler qu'il existe une alternative à ce cycle où les victimes capturées par un Alien se transforment en œuf, cf. la version director's cut de Alien, le huitième passager, à considérer comme une autre version indépendante de la série) :
- Une reine pond des œufs ;
- Chaque œuf libère un « Facehugger » (« agrippeur de visage ») qui recherche par tous les moyens à s'agripper au visage d'un hôte qu'il va alors paralyser, et dans lequel il va implanter un embryon avant de mourir. Quand il est fixé à un visage, il est quasiment impossible de le détacher avant qu'il meure ;
- Lorsque l'embryon a suffisamment grandi, le petit Alien appelé « Chestburster » (« exploseur de poitrine ») s'extrait de son hôte en lui faisant éclater la cage thoracique ;
- Le Chestburster mue avant de se fabriquer un cocon dans un endroit sûr, où il grandit rapidement pour atteindre de deux à trois mètres en quelques heures, et devenir ainsi un Alien adulte ;
- Cet Alien pourra lui-même devenir une reine (dans les films, en particulier d'après le deuxième, la reine est prédéfinie par le Facehugger, tandis que dans les jeux, un Alien devient reine en passant éventuellement par le stade de Pretorien).

Parmi leurs caractéristiques physiques, on peut noter qu'ils possèdent une langue munie d'une mâchoire qu'ils peuvent projeter avec force et vitesse ainsi que de véritables mains, aux griffes tranchantes, et une queue pourvue d'une pique acérée à son extrémité. Une autre caractéristique notable est le fait qu'ils ne présentent aucun organe visuel (tout du moins en apparence). Leurs capacités de prédateurs ne semblent pas affectées par cette absence d'yeux. Ils utiliseraient en effet d'autres sens extrêmement développés pour détecter leur proie comme la détection des phéromones ou la télépathie (Comics Aliens Labyrinth).
Leur sang est un composé acide pateux qui leur confère un mécanisme de défense inné, car lors d'un combat, la moindre blessure infligée à l'Alien devient un danger mortel pour l'agresseur. Il faut d'ailleurs noter que le terme « acide » n'est pas totalement justifié car le sang des Aliens présente un aspect corrosif bien trop développé pour le rapprocher d'une substance acide connue. L'une des théories du Capitaine Dallas à ce sujet, fait état d'un « acide moléculaire », c'est-à-dire une substance agissant directement sur les molécules avec lesquelles elle entre en contact.

#### Origines
Les films ne nous apprennent rien de l'endroit d'où viennent les premiers Aliens. Cependant, l'auteur de science-fiction Steve Perry propose dans son roman Aliens, la ruche terrestre une vision de leur planète d'origine qu'une expédition humaine ira explorer : un monde à la fois rocailleux et tropical dont l'atmosphère, pauvre en oxygène, est chargée d'ammoniac et autres gaz nocifs pour l'être humain. On apprend également que les Aliens cohabitent dans ce milieu hostile avec d'autres espèces tout aussi dangereuses, telles d'énormes créatures ailées capables de mettre à mal une flotte de combat. Plus tard dans l'histoire, la planète est « stérilisée » grâce à une pluie de bombes atomiques. Censé se dérouler entre les deuxième et troisième films de la saga, ce livre est finalement une version indépendante de l'origine des xénomorphes. L'auteur Greg Orson donne aussi sa version de la planète d'origine des xénomorphes, très proche de l'originale. C'est une planète hyper polluée, colonisée puis abandonnée par les space-jockeys, qu'une mission terrienne dirigée par Ellen Ripley en tant que « Reine-Mère » colonisera à nouveau en quête de Neutrinite (seul carburant capable de faire fonctionner les vaisseaux supraluminiques des space-jockeys).
Dans Prometheus, on apprend que les Mala'kaks appelés « Ingénieurs » seraient à l'origine de la création des Humains et de bien d'autres espèces avec leur mystérieux liquide noir. Ainsi, les Xénomorphes auraient-ils pu être créés par les Ingénieurs comme une arme ou bien être le résultat d'une expérience ratée, à moins qu'ils n'aient récupéré de l'ADN sur la planète d'origine des Xénomorphes qu'ils auraient préalablement découverte. En 2093, le professeur Charlie Holloway est ainsi infecté par le liquide noir ; et après un rapport sexuel avec sa compagne Shaw, cette dernière se rend compte qu'elle a été fécondée et qu'elle porte en elle une créature nommée « Trilobite » en référence à sa ressemblance avec un poulpe et une classe d'arthropodes marins fossiles ayant vécu durant le Paléozoïque. Cette créature naît à la manière d'un « Chestburster » en faisant exploser le ventre de son hôte, mais Shaw parvient à se l'extraire à temps. Cette créature grandit à une taille semblable à un Xénomorphe adulte, puis cherche à s'agripper sur un nouvel hôte et ressemble à un « Facehugger » géant. Ce Trilobite s'agrippera sur le dernier Mala'kak / Ingénieur et dans une scène à la fin du film, on peut voir une créature semblable à un Xénomorphe primitif s'extraire du corps de celui-ci. Cette créature possède un crâne pointu et une deuxième bouche pas encore formée comme chez les Xénomorphes des autres films, et il n'a pas de queue. Ce Xénomorphe primitif nommé « Deacon » serait alors à l'origine des débuts de l'évolution de son espèce, telle qu'on la découvrira une trentaine d'années plus tard lors des évènements du premier film Alien.

## Personnages

### Alien, le huitième passager

#### Ellen Ripley
Le Lieutenant Ellen L. Ripley (Sigourney Weaver) est le troisième officier et l'unique survivante (avec le chat Jones) du Nostromo. Elle est, avec son clone Ripley 8, l'héroïne de quatre films (1979-1997) et est un personnage jouable des extensions du jeu vidéo Alien: Isolation (2014).
Sa fille, Amanda Ripley, est le personnage principal du jeu Alien: Isolation. Âgée, elle apparaît très brièvement en photographie dans une scène coupée du film Aliens, le retour de James Cameron. La scène est réintégrée dans la version longue du film.

#### Équipage duNostromo
Dans le film Alien, le huitième passager, le Nostromo est le remorqueur spatial commandé par le Capitaine A.J. Dallas, l'officier Kane, et le lieutenant Ellen L. Ripley. Son nom provient du roman Nostromo de Joseph Conrad (Nostromo étant un des personnages principaux de ce roman). Dans le film, Le Nostromo tracte une gigantesque raffinerie spatiale ramenant sur Terre une cargaison de minerai. Il est détruit à la fin du film, après que Ripley a enclenché le mécanisme d'autodestruction menant à une explosion nucléaire.
- Capitaine Arthur Dallas (Tom Skerritt) : commandant de bord du Nostromo (troisième victime de l'Alien)
- Gilbert Kane (John Hurt) : officier en second à bord du Nostromo. Kane est la première victime de l'Alien.
- Ash (Ian Holm) : officier scientifique. Il manifeste un intérêt malsain pour le monstre et se révèle être un androïde agissant sous couverture, programmé pour ramener le spécimen alien sur Terre pour études.
- Joan Lambert (Veronica Cartwright) : navigatrice du Nostromo (dernière victime de l'Alien)
- Dennis Parker (Yaphet Kotto) : ingénieur (avant-dernière victime de l'Alien)
- Samuel Brett (Harry Dean Stanton) : technicien (deuxième victime de l'Alien)
- Jones : souvent appelé « Jonesy » par l'équipage, est le chat à bord du Nostromo. Il est, avec Ellen Ripley, le seul survivant du Nostromo.

### Aliens, le retour

#### Passagers duSulaco
Dans Aliens, le retour (1986), cinquante-sept ans après la disparition du Nostromo, Van Leuwen (Paul Maxwell) préside une commission d'enquête sur la destruction du Nostromo. N'étant pas informé, jusqu'à preuve du contraire, des manœuvres de la compagnie ayant entraîné l'infestation du Nostromo, il considère Ripley comme responsable de la destruction du vaisseau, et la fait suspendre de son grade de Lieutenant. Ellen Ripley accepte de retourner sur la planète hostile accompagnée de Marines coloniaux (Colonial Marines). Les Marines coloniaux collaborent avec la compagnie Weyland-Yutani afin d'enquêter sur la perte de contact avec la colonie de LV-426.
Dans Aliens, le retour, l'USS Sulaco est le vaisseau militaire qui amène Ripley et les Marines sur LV-426. C'est à son bord qu'a lieu le combat entre l'héroïne et la reine Alien. On retrouve le Sulaco au tout début d'Alien 3 avant que les trois survivants soient éjectés sur Fiorina-16, il est alors endommagé par un incendie déclenché par un Alien.
Le nom « Sulaco » est également une référence au roman Nostromo.
Parmi les passagers du Sulaco, se trouvent, outre Ellen Ripley et les Marines :
- Carter Burke (Paul Reiser) : avocat représentant de la compagnie Weyland-Yutani lors de l'opération sur LV-426. Il est également celui qui a provoqué la mort des colons en mettant en place une mission d'exploration vers le vaisseau échoué, impliquant ainsi l'infestation de la colonie Hadley's Hope.
- Bishop (Lance Henriksen), commandant en second des androïdes et technicien en chef : officier technique et scientifique lors de l'opération sur LV-426. C'est un androïde de type Bishop II. Il est également pilote de réserve pour les navettes de débarquement.

#### Marines coloniaux envoyés sur LV-426 (Acheron)
Les marines coloniaux (USCMC, soit United States Colonial Marines Corps) représentent la force militaire spatiale des États-Unis. Ils sont particulièrement bien équipés selon les standards de l'Univers. Des commandos spéciaux existent et sont souvent entraînés pour de périlleuses missions. Ils sont munis d'équipements avancés, tels que des détecteurs de mouvements extrêmement sensibles à 360º, censés les prémunir contre toute surprise éventuelle, ou encore des fusils d'assaut à impulsions et des lance-flammes.
- Lieutenant Scott Gorman (William Hope) : officier du corps des marines coloniaux, responsable de la mission de sauvetage des colons installés sur LV-426. Son inexpérience (il n'avait effectué qu'une seule mission réelle) provoquera malgré lui l'échec de la mission commando[7].
- Sergent-chef Apone (interprété par Al Matthews[16]) : sous-officier du corps des marines coloniaux chargé du commandement sur le terrain de la mission sur LV-426.
- Caporal Dwayne Hicks (Michael Biehn) : sous-officier du corps des marines coloniaux. Il prend de fait le commandement des opérations après la capture du sergent Apone par les aliens, et la blessure du lieutenant Gorman.
- Caporal Dietrich (Cynthia Dale Scott) : sous-officier médecin lors de l'opération sur LV-426.

Mitrailleurs
- 1re classe Jeanette Vasquez (Jenette Goldstein) ; 2e classe Mark Drake (Mark Rolston) : mitrailleurs lors de l'opération sur LV-426.

Fantassins
- 1re classe William Hudson (Bill Paxton) : comédien, technicien de réparation et fantassin lors de l'opération sur LV-426.
- 2e classe Frost (Ricco Ross) ; 2e classe Wierzbowski (Trevor Steedman) ; 2e classe Timothy Crowe (Tip Tipping) : fantassins lors de l'opération sur LV-426.

Pilotes
- Caporal Ferro (Colette Hiller) : sous-officier pilotant la navette de débarquement lors de l'opération sur LV-426.
- 1re classe Daniel Spunkmeyer (Daniel Kash) : copilote de la navette de débarquement lors de l'opération sur LV-426.

#### Colons sur la planète LV-426 (Acheron)
Dans les films Aliens, le retour et Alien 3, et le roman Alien, le fleuve des souffrances :
- Rebecca Jorden (alias Newt Jorden) (Carrie Henn) : fille de Russ et Ann Jorden, elle est la seule survivante de la colonie Hadley's Hope sur LV-426.
- Russ Jorden (Jay Benedict) : membre de la colonie Hadley's Hope. Il est chargé par Carter Burke d'explorer avec sa famille (Burke leur ayant caché l'extrême dangerosité de leur mission) la zone où se trouve le vaisseau échoué. Il sera le premier colon infecté par les Aliens, et ainsi le vecteur de l'infestation de la colonie.
- Ann Jorden (Holly De Jong) : épouse de Russ Jorden. Elle accompagne son mari lors de l'exploration du vaisseau épave. N'étant pas infectée, c'est elle qui appelle les secours lorsque son mari est attaqué par un Facehugger. Elle trouve la mort des griffes des Aliens en voulant protéger ses enfants Tim et Newt.
- Tim Jorden : Fils aîné des Jorden et grand frère de Newt. Tim est le seul à appeler Newt par son prénom «Rebecca», ce qui énerve cette dernière. Il aime jouer au «monstre» avec ses amis dans les conduits de la colonie Hadley's Hope. Il trouve la mort en voulant protéger sa mère d’un Alien.
- Capitaine Demian Brackett : officier du corps des marines coloniaux et nouveau commandant du bataillon stationné à Hadley's Hope. Fraîchement arrivé dans la colonie, Demian est l’amour de jeunesse de Ann Jorden. Il sera l’un des rares survivants d’Hadley’s Hope et s’est juré de combattre la Weyland-Yutani pour les atrocités que ces derniers ont commises.

### Alien 3

#### Pensionnaires du pénitencier Fury 161
Le centre pénitentiaire Fury-161 Classe C a été créée par la compagnie Weyland-Yutani sur la planète Fiorina 16. Les détenus étaient affectés à l'extraction et au raffinage du plomb qui se trouvait sur cette planète. Ce centre a compté jusqu'à 2 000 détenus à son apogée dont la date n'est pas précisée dans la série Alien, mais en 2175, le centre est fermé à la suite de l'épuisement du gisement.
Au début du film Alien 3 (1992), en 2179, quand la capsule de secours d'Ellen Ripley s'écrase à la surface de Fiorina-16, il ne reste qu'une vingtaine de détenus, deux gardiens et un médecin qui ont demandé à rester sur le site. Ils possèdent un défaut chromosomique, à savoir le Syndrome 47,XYY qui, selon ce qui est dit dans le film (mais nullement scientifiquement prouvé), les prédisposerait à la violence. Bien que désaffectées, la plupart des installations industrielles du site sont susceptibles de fonctionner, comme on s'en aperçoit à la fin du film concernant la fonderie.
Personnel
- Superviseur Harold Andrews (Brian Glover) : directeur du pénitencier
- Superviseur adjoint Francis Aaron, dit « 65 » en VF (« 85 » en VO) (Ralph Brown) : gardien et adjoint du directeur du pénitencier
- Docteur Jonathan Clemens (Charles Dance) : médecin du pénitencier

Résidents, ex-détenus
- Leonard Dillon (Charles S. Dutton) : meneur religieux des résidents
- Walter Golic (Paul McGann)
- Robert Morse (Danny Webb) : seul survivant des résidents du pénitencier
- David (Pete Postlethwaite)
- Ted « Junior » Gillas (Holt McCallany)
- Gregor (Peter Guinness)
- Thomas Murphy (Christopher Fairbank)
- Edward Boggs (Leon Herbert)
- Daniel Rains (Christopher Fields)
- Frank (Carl Chase)
- Kevin (Phil Davis)
- Alan Jude (Vincenzo Nicoli)
- Eric (Niall Buggy)
- Arthur (Deobia Oparei)
- Troy (Paul Brennen)
- William (Clive Mantle)
- Vincent ; Christopher ; Ed ; Janni
- Lawrence ; Martins

#### Équipage duPatna
Dans le film Alien 3, le Patna est le vaisseau envoyé sur Fiorina 161 (Fury-161) pour récupérer Ripley et le précieux Alien qu'elle a en elle. En dehors de la couleur de sa coque, le Patna est identique à l'USS Sulaco. Son équipage comprend :
- Michael Weyland, alias « Bishop II » (Lance Henriksen) : il est le commandant de l'expédition et probable commandant du vaisseau. Un débat pour savoir s'il s'agit d'un autre clone de type Bishop ou s'il s'agit d'un être humain qui a conçu l'androïde du même nom n'a jamais été officiellement tranché[17]. S'il s'agit d'un être humain, il pourrait être le descendant probable de Charles Bishop Weyland et Peter Weyland et donc être le PDG multimilliardaire de la Weyland-Yutani Corporation en 2179. La blessure infligée par Aaron dans la version longue laisse apparaître du sang rouge, les androïdes ayant un liquide blanc comme le prouve Call 200 ans plus tard dans Alien, la résurrection.
- Une dizaine d'employés de la Weyland-Yutani Corporation : soldats des Commandos de la Weyland-Yutani, scientifiques et pilotes en combinaison de protection.

### Alien, la résurrection

#### Équipage de l'Auriga
L'USM Auriga est le gigantesque vaisseau spatial militaire du film Alien, la résurrection (1997). Il est destiné aux recherches scientifiques à des fins militaires, et est commandé par le général Perez. Programmé pour retourner sur Terre en cas de perte de contrôle, il est détruit après avoir été reprogrammé par Call pour s'y écraser.
L'équipage de l'Auriga comprend :
- Ripley 8 : premier clone réussi (d'une série de huit) d'Ellen Ripley, porteur par hybridation de l'hôte d'ADN d'une Reine xénomorphe
- Général Martin Allahandro Carlos Perez (Dan Hedaya) : commandant de bord de l'Auriga, officier des forces armées des SMU (Systèmes Militaires Unis)
- Vincent Distephano (Raymond Cruz) : soldat 1re classe des SMU
- Larry Purvis (Leland Orser) : l'une des personnes capturées par le Betty et livrées pour servir d'hôte à un Xénomorphe
- Docteur Mason Wren (J. E. Freeman) : chef du personnel scientifique
- 11 hôtes : personnes capturées par le Betty et livrées pour servir d'hôte à des Xénomorphes
- Clones de Ripley : sept premiers clones ratés de Ripley
- Quarante officiers, soldats et personnels de navigation : soldats et employés des SMU

Membres du personnel scientifique
- Docteur Dan Sprague (David St. James)
- Docteur Jonathan Gediman (Brad Dourif)
- Docteur Carlyn Williamson (Marlene Bush) : anesthésiste
- Docteur Brian Clauss (David Rowe)

#### Équipage duBetty
Le Betty est un vieux vaisseau piloté par une bande de six pirates dans Alien, la résurrection. De la bouche du clone de Ripley, il serait « quasi aussi vieux qu'elle » (soit près de 250 ans). Son équipage est composé de :
- Capitaine Frank Elgyn (Michael Wincott) : commandant du Betty
- Sabra Hillard (Kim Flowers) : pilote du Betty
- Christie (Gary Dourdan) : mercenaire
- Johner (Ron Perlman) : mercenaire
- John Vriess (Dominique Pinon) : ingénieur, il est paralysé des jambes et se déplace dans un fauteuil à chenilles électrique
- Annalee Call (Winona Ryder) : ingénieur, elle se révèle être une androïde de type Auton prête à tout pour protéger l'humanité car elle a été programmée pour cela.

### Équipage duPrometheus
Le Prometheus est un vaisseau scientifique équipé de matériel médical, d'exploration et de recherche de haute technologie commandé par le Capitaine Janek et appartenant à la Weyland Corporation. Il apparaît dans le film homonyme, Prometheus.
Le Prometheus conduit un équipage de dix-sept membres pour une expédition scientifique sur LV-223 menée par les professeurs Shaw et Holloway encadrés par la représentante de la Weyland Corportion, Meredith Vickers.
- Professeur Elizabeth Shaw (Noomi Rapace) : archéologue-paléontologue, elle apparaît dans Prometheus et sa suite Alien: Covenant
- David 8 (Michael Fassbender) : majordome androïde
- Professeur Charlie Holloway (Logan Marshall-Green) : archéologue-paléontologue
- Peter Weyland (Guy Pearce) : multimilliardaire et PDG de la Weyland Corporation
- Meredith Vickers (Charlize Theron) : cadre supérieur de la Weyland Corporation et fille de Peter Weyland
- Capitaine Janek (Idris Elba) : commandant de bord du Prometheus
- Fifield (Sean Harris) : géologue
- Milburn (Rafe Spall) : biologiste

Autres membres d'équipage du Prometheus
- Ford (Kate Dickie) : médecin du Prometheus
- Chance (Emun Elliott) ; Ravel (Benedict Wong) : membres d'équipage
- Jackson (Branwell Donaghey) ; Vladimir (Vladimir 'Furdo' Furdik) ; Sheppard (C.C. Smiff) ; Taplow (Shane Steyn) : mercenaires
- Wallace (Eugene O'Hare) ; Barnes (James Embree) ; troisième mécanicien (Matthew Burgess) ; quatrième mécanicien (Florian Robin)
- Premier et deuxième androïdes de sécurité

### Équipage duCovenant
Le Covenant est un vaisseau d'exploration commandé par la Weyland-Yutani, la mission du vaisseau est d'atterrir sur la planète Origae-6 pour y établir une colonie. Il apparaît dans le film Alien: Covenant.
- Daniels (Katherine Waterston) : officier chargé du terraformage et troisième officier du Covenant
- Branson (James Franco) : capitaine du Covenant et époux de Daniels
- Walter (Michael Fassbender) : androïde
- Sergent Lope (Demián Bichir) : chef de la sécurité et mari de Hallett
- Christopher Oram (Billy Crudup) : capitaine suppléant du Covenant
- Tennessee (Danny McBride) : pilote du Covenant
- Ricks (Jussie Smollett) : navigateur sur le Covenant et compagnon d'Upworth
- Karine (Carmen Ejogo) : biologiste et femme d'Oram
- Faris (Amy Seimetz) : pilote de la navette d'atterrissage et femme de Tennessee
- Upworth (Callie Hernandez) : sous-officier navigatrice et compagne de Ricks
- Sergent Hallett (Nathaniel Dean) : membre de l'unité de sécurité et mari de Lope

Soldats
- Ledward (Benjamin Rigby) ; Ankor (Alexander England) ; Rosenthal (Tess Haubrich) ; Cole (Uli Latukefu)

Passagers du Covenant
- 2 000 colons en hibernation
- 1 140 embryons humains

## Œuvres utilisant l'univers étendu d'Alien

### Films
En 1980, le réalisateur italien Ciro Ippolito a réalisé une suite apocryphe du premier film, intitulée Le monstre attaque (Alien 2: Sulla Terra).

### Romans
- Alan Dean Foster
  - Alien le Huitième Passager, éd. J'ai lu science-fiction, juin 1980Traduit par Herbert Draï. Première édition par les éditions Pierre Belfond. D'après le scénario du film Alien, le huitième passager (1979).
  - Aliens le Retour, éd. J'ai lu science-fiction, janvier 1986Traduit par Jean Pierre Pugi. D'après le scénario du film Aliens, le retour (1986).
  - Alien 3, éd. J'ai lu science-fiction, juillet 1992Traduit par Jean Pierre Pugi. Première édition par les éditions Pierre Belfond. D'après le scénario du film Alien 3 (1992).
- Ann C. Crispin, Alien la résurrection, éd. J'ai lu science-fiction, janvier 1999D'après le scénario du film Alien, la résurrection (1997).
- Steve Perry, Aliens, la ruche terrestre, éd. J'ai lu science-fiction, août 1995Traduit par Michel Deutsch. Un épisode non tiré d'un des quatre films qui tient lieu de supposition, premier opus d'une trilogie seul à avoir été traduit.
- Michael Jan Friedman, Péché originel, éditions Outworld, juin 2007Suite en livre de la série, avec les suivants.
- Diane Carey
  - Guerre génétique, éditions Outworld, octobre 2007
  - Poudrière, éditions Outworld, septembre 2008
- Brian Evenson, Alien : No Exit, éditions Le Cherche midi, août 2011
- Tim Lebbon, Alien : Hors des ombres, éditions Huginn & Muninn, septembre 2016
- James A. Moore, Alien, la Mer des Chagrins, éditions Huginn & Muninn, mai 2017
- Christopher Golden, Alien, le Fleuve de la douleur, éditions Huginn & Muninn, avril 2018

### Comics
Dark Horse publie des comics Aliens sans discontinuer depuis 1988. Contrairement à certaines franchises cinématographiques, cette série a connu des auteurs réputés : Mike Mignola, Chris Claremont, Richard Corben, Eduardo Risso ou Dave Gibbons. Elle réussit à respecter l'univers des Aliens, tout en proposant des histoires originales qui ne sont pas de simples redites des films. Les aliens ont fait aussi l'objet de nombreux cross-over avec d'autres licences cinématographiques ou du monde des comics, telle que la bande-dessinée Batman/Aliens écrite par Ron Marz et illustrée par Bernie Wrightson en 1997, chez Dark Horse Comics puis DC Comics. Elle a été rééditée en français chez Soleil Éditeur en 2010.
La publication française de toutes ces bandes dessinées est éditée chez : Zenda, Dark Horse France, Semic, Le Téméraire, Toth, Panini Comics, Wetta WorldWide, Soleil, Wetta Sunnyside et Vestron.

### Jeux vidéo
Des jeux sont sortis concomitamment aux films, comme pour Alien 3. Voir aussi les jeux vidéo basés sur l'univers connexe Aliens vs. Predator (1994 à 2007) et Alien: Isolation (2014).

#### Ordinateurs et consoles diverses
- 1982 : Alien sur Atari 2600 de Fox Video Games
- 1984 : Alien sur Commodore 64, Amstrad CPC et Commodore 128. Jeu développé par Amsoft.
- 1986 : Aliens: The Computer Game sur Commodore 64, ZX Spectrum, Amstrad CPC et Apple II. Ce jeu, développé par Activision, est basé sur l'histoire du film.
- 1987 : Aliens: Alien 2 sur MSX
- 1995 : Aliens: A Comic Book Adventure sur PC, Action-Aventure/FPS de Cryo Interactive, suite du comic Aliens: Labyrinth
- 1998 : Aliens Online sur PC
- 2014 : Alien: Isolation sur Xbox 360, PlayStation 3, Xbox One, PlayStation 4 et PC (jeu d'action-aventure, d'Infiltration et survie édité par Sega)
- 2016 : Aliens vs. Pinball, sur PC, PlayStation 3, PlayStation 4, PlayStation Vita, Xbox 360, Xbox One, iOS

##### Jeux de tir en vue subjective
- 1996 : Alien Trilogy sur PlayStation, Saturn et Windows (1997) de Probe Entertainment
- 2000 : Alien Resurrection sur PlayStation de Argonaut Games
- 2013 : Aliens: Colonial Marines sur Xbox 360, PlayStation 3 et PC de Gearbox Software

#### Jeux de plates-formes
- 1992 : Alien 3 sur Master System, Mega Drive, NES (1993), Super Nintendo (1993) et Game Boy (1993), jeu d'action-aventure et plates-formes, version Game Boy de Bits Studios, autres versions de Probe Entertainment Limited
- 2001 : Aliens: Thanatos Encounter sur Game Boy Color, jeu d'action-aventure de THQ
- 2011 : Aliens: Infestation sur Nintendo DS de Gearbox Software

#### Jeux d'arcade
- 1990 : Aliens
- 1993 : Alien 3: The Gun sur System 32
- 2006 : Aliens: Extermination
- 2014 : Aliens: Armageddon

#### JeuxAliens vs. Predator
- 1994 : Alien vs. Predator (jeu d'arcade)
- 1999 : Aliens versus Predator sur PC de Rebellion Software
- 2001 : Aliens versus Predator 2 sur PC de Sierra
- 2002 : Aliens versus Predator 2: Primal Hunt
- 2010 : Aliens vs Predator (AvP 3) sur Xbox 360, PlayStation 3 et PC de Rebellion Software
- 2003 : Aliens vs. Predator: Extinction (jeu de stratégie en temps réel)
- 2007 : Aliens vs. Predator: Requiem (jeu vidéo d'action)

### Autres jeux

#### Jeu de rôle
- Aliens (1991). En anglais, de David Mackenzie et Toni Dennis, édité par Leading Edge Games  (ISBN 0-9455-7197-6)
- Alien, le jeu de rôle (2020), édité par Free League Publishing, version française par Arkhane Asylum Publishing.

#### Jeux de société
- Alien (1979) : de 2 à 4 joueurs, édité par Kenner.
- Aliens (1989) : de 1 à 9 joueurs, pour des parties d'une durée moyenne de 90 minutes. Par David Mackenzie et Barry Nakazono, édité par Leading Edge Games. Il nous indique un nouveau monde plus complexe et plus structuré.
- Legendary encounters: an Alien deck-building game (2014) : de 1 à 5 joueurs, jeu de cartes coopératif utilisant la mécanique de deckbuilding, de Ben Cichoski et Danny Mandel, édité par Upper Deck Entertainment.
- AVP: the hunt begins (2015): de 1 à 3 joueurs, un jeu de plateau avec figurines, de Jarek Ewertowski et Grzegorz Oleksy, édité par Prodos Games[18].
- Aliens: Another Glorious Day in the Corps (2020) : de 1 à 6 joueurs, jeu de survie coopératif avec figurines, de Andrew Haught, édité par Gale Force Nine[19].
- Aliens: Bug Hunt (2020) : de 1 à 4 joueurs, jeu coopératif à base de dés, de Ryan Miller, édité par Upper Deck Entertainment[20].

#### Figurines et maquettes
Leading Edge Games a vendu des figurines de 25 mm sculptées par Bob Ridolfi, pour le jeu de société Aliens. La marque NECA a également sorti plusieurs séries de figurines Aliens allant des personnages principaux aux créatures, et l'exosquelette motorisé « Power Loader » qui apparait dans Aliens, le retour.